# Justine Musk
Justine Musk (* 2. September 1972 als Jennifer Justine Wilson in Peterborough, Ontario) ist eine kanadische Schriftstellerin.

## Leben
Musk studierte Englische Literatur an der Queen’s University in Kingston (Ontario). Anschließend arbeitete sie für ein Jahr als Lehrerin für Englisch als Zweitsprache in Tokio, bevor sie dauerhaft nach Los Angeles zog.
Im Jahr 2000 heiratete sie den Unternehmer Elon Musk, den sie bereits aus ihrer Studienzeit in Kingston kannte. Ihr erster gemeinsamer Sohn erlitt im Alter von nur zehn Wochen den plötzlichen Kindstod. Mittels künstlicher Befruchtung bekam das Ehepaar 2004 die Zwillinge Griffin und Vivian, 2006 die Drillingsbrüder Kai, Saxon und Damian.
Das Paar ließ sich 2008 scheiden. In der Zeitschrift Marie Claire erklärte sie daraufhin, ihr Ehemann habe sie zunehmend bevormundet und bezüglich ihrer eigenen Karrierepläne entmutigt.
Musk ist Autorin mehrerer Fantasy-Romane und -Kurzgeschichten. Ihr Erstlingswerk Blood Angel erschien 2005 und der dazugehörige Fortsetzungsroman Lord of Bones folgte 2008, beide Werke wurden ins Deutsche übersetzt. Zu ihren literarischen Vorbildern zählt sie unter anderem Margaret Atwood und Neil Gaiman. Neben der Schriftstellerei führt sie einen Blog und tritt regelmäßig bei TED-Talks auf.

## Werke
- Blood Angel, ROC 2005, ISBN 978-0-451-46052-3; dt. bei Knaur 2009, ISBN 978-3-426-50538-0.
- Uninvited, Paw Prints 2007, ISBN 978-1-4352-2380-6.
- Lord of Bones, ROC 2008, ISBN 978-0-451-46220-6; dt. bei Knaur 2011, ISBN 978-3-426-50401-7.
- I Need More You, Kurzgeschichte in The Mammoth Book of Vampire Romance, Band 2, Running Press 2009, ISBN 978-0-7624-3796-2.
- Lost, Kurzgeschichte in Kiss Me Deadly – 13 Tales of Paranormal Love, Running Press 2010, ISBN 978-0-7624-3949-2.
- Smalltown Canadian Girl, Kurzgeschichte in The House that Made Me – Writers Reflect on the Places and People that Defined Them, Spark Press 2016, ISBN 978-1-940716-31-2.